# NGC 874
NGC 874 је спирална галаксија у сазвежђу Кит која се налази на NGC листи објеката дубоког неба.
Деклинација објекта је - 23° 18' 21" а ректасцензија 2h 16m 2,1s. Привидна величина (магнитуда) објекта NGC 874 износи 14,3 а фотографска магнитуда 15,1. NGC 874 је још познат и под ознакама ESO 478-18, MCG -4-6-19, PGC 8663.